# Sommer-Paralympics 2016/Rollstuhltennis
Bei den Sommer-Paralympics 2016 in Rio de Janeiro wurden in insgesamt sechs Wettbewerben im Rollstuhltennis Medaillen vergeben. Die Entscheidungen fielen zwischen dem 9. und 16. September 2016 im Olympischen Tenniszentrum.
Insgesamt 100 Athleten aus 29 Ländern traten in den Wettbewerben gegeneinander an.

## Klassen
Bei den paralympischen Tenniswettbewerben mussten Athleten mindestens in einem Bein massive Funktionseinschränkungen haben. Athleten, die an drei oder vier Gliedmaßen behindert waren (Quadriplegiker), starteten gemischt.

## Ergebnisse

### Männer

#### Einzel
| Platz | Land           | Spieler           |
| ----- | -------------- | ----------------- |
| 1     | Großbritannien | Gordon Reid       |
| 2     | Großbritannien | Alfie Hewett      |
| 3     | Belgien        | Joachim Gérard    |
| 4     | Frankreich     | Stéphane Houdet   |
| 5     | Japan          | Takuya Miki       |
| 5     | Argentinien    | Gustavo Fernández |
| 5     | Schweden       | Stefan Olsson     |
| 5     | Japan          | Shingo Kunieda    |

Datum: 16. September 2016

#### Doppel
| Platz | Land           | Spieler                                |
| ----- | -------------- | -------------------------------------- |
| 1     | Frankreich     | Stéphane Houdet Nicolas Peifer         |
| 2     | Großbritannien | Alfie Hewett Gordon Reid               |
| 3     | Japan          | Shingo Kunieda Satoshi Saida           |
| 4     | Japan          | Takuya Miki Takashi Sanada             |
| 5     | Frankreich     | Frédéric Cattaneo Michaël Jeremiasz    |
| 5     | Niederlande    | Tom Egberink Maikel Scheffers          |
| 5     | Argentinien    | Gustavo Fernández Agustín Ledesma      |
| 5     | Spanien        | Daniel Caverzaschi Martín de la Puente |

Datum: 15. September 2016

### Frauen

#### Einzel
| Platz | Land           | Spielerin       |
| ----- | -------------- | --------------- |
| 1     | Niederlande    | Jiske Griffioen |
| 2     | Niederlande    | Aniek van Koot  |
| 3     | Japan          | Yui Kamiji      |
| 4     | Niederlande    | Diede de Groot  |
| 5     | Niederlande    | Marjolein Buis  |
| 5     | China          | Huang Huimin    |
| 5     | Großbritannien | Jordanne Whiley |
| 5     | China          | Zhu Zhenzhen    |

Datum: 15. September 2016

#### Doppel
| Platz | Land               | Spielerinnen                           |
| ----- | ------------------ | -------------------------------------- |
| 1     | Niederlande        | Jiske Griffioen Aniek van Koot         |
| 2     | Niederlande        | Marjolein Buis Diede de Groot          |
| 3     | Großbritannien     | Lucy Shuker Jordanne Whiley            |
| 4     | Japan              | Yui Kamiji Nijo Miho                   |
| 5     | Vereinigte Staaten | Shelby Baron Emmy Kaiser               |
| 5     | Chile              | Macarena Cabrillana Francisca Mardones |
| 5     | China              | Huang Huimin Zhu Zhenzhen              |
| 5     | Vereinigte Staaten | Dana Mathewson Kaitlyn Verfuerth       |

Datum: 16. September 2016

### Quadriplegiker

#### Einzel
| Platz | Land               | Spieler            |
| ----- | ------------------ | ------------------ |
| 1     | Australien         | Dylan Alcott       |
| 2     | Großbritannien     | Andrew Lapthorne   |
| 3     | Vereinigte Staaten | David Wagner       |
| 4     | Südafrika          | Lucas Sithole      |
| 5     | Vereinigte Staaten | Nick Taylor        |
| 5     | Brasilien          | Ymanitu Silva      |
| 5     | Australien         | Heath Davidson     |
| 5     | Japan              | Mitsuteru Moroishi |

Datum: 14. September 2016

#### Doppel
| Platz | Land               | Spieler                         |
| ----- | ------------------ | ------------------------------- |
| 1     | Australien         | Dylan Alcott Heath Davidson     |
| 2     | Vereinigte Staaten | David Wagner Nick Taylor        |
| 3     | Großbritannien     | Jamie Burdekin Andrew Lapthorne |
| 4     | Israel             | Itay Erenlib Shraga Weinberg    |
| 5     | Brasilien          | Rodrigo Oliveira Ymanitu Silva  |
| 5     | Japan              | Shota Kawano Mitsuteru Moroishi |

Datum: 13. September 2016

## Medaillenspiegel
| Platz | Land               | G | S | B | Gesamt |
| ----- | ------------------ | - | - | - | ------ |
| 01    | Niederlande        | 2 | 2 | – | 4      |
| 02    | Australien         | 2 | – | – | 2      |
| 03    | Großbritannien     | 1 | 3 | 2 | 6      |
| 04    | Frankreich         | 1 | – | – | 1      |
| 05    | Vereinigte Staaten | – | 1 | 1 | 2      |
| 06    | Japan              | – | – | 2 | 2      |
| 07    | Belgien            | – | – | 1 | 1      |